# 巴西整合运动
巴西整合运动（葡萄牙语：Ação Integralista Brasileira）是一个巴西极右翼党派，由普利尼奧·薩爾加多创建，并遵循普利尼奥·萨尔加多所创立之整合主義思想。巴西整合运动倡导巴西民族主义和极权主义，反对自由主义和共产主义。它强烈反对巴西共产党，并且是巴西共产党在工人阶层选票的极大竞争者。

## 思想
巴西整合运动在形式上类似欧洲的法西斯党派，它有自己的党卫军——绿衫军，有内部的军衔，用以控制街头示威活动。萨尔加多笃信上帝的指导，认为人应该广泛的使用怜悯、善良等基督教美德，而美德的实现需要一个强有力的威权政府引导，利用人民的美德、忠诚和爱国来实现巴西的复兴。像欧洲法西斯主义者一样，整合主义实质上是中产阶级政党。特别的是，他们得到了许多军官的支持，尤其是在巴西海军内部。
在巴西整合主义内部，由于领导人们的思想不统一，因此发展出了不同的派别。普利尼奥·萨尔加多不支持反犹太主义而古斯塔沃·巴罗佐支持激进的反犹太主义。这至少导致了巴西整合运动的两次严重分裂：一次在1935年分裂，另一次在1936年分裂，当时萨尔加多几乎放弃了对该运动的领导。
整合主义者一生中最重要的原则之一是“内部革命”，即“自我革命”，通过该革命，鼓励一个人停止只为自己思考，而开始融入一个巨大的整合主义思想网络中，使家庭与祖国成为一体，同时也抛弃了自私和“邪恶”的价值观。

## 历史

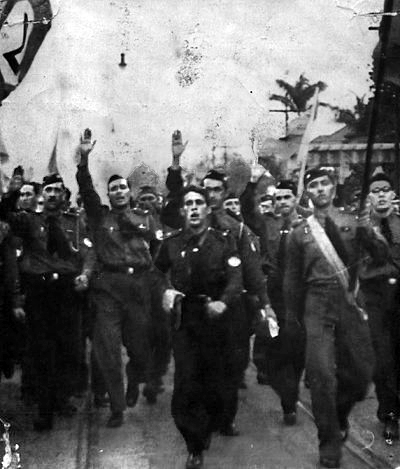

20世纪三十年代，巴西政治混沌复杂。巴西总统——热图利奥·瓦加斯在1936年清洗了政府中的左派成员，与1937年开始了“新国家体制运动”，几乎与此同时，建立于里约热内卢的巴西整合运动，在圣保罗、里约热内卢、阿雷格里港、萨尔瓦多和福塔莱萨的工人和中产阶级中已经具有一定的势力，特别是德国裔巴西人和意大利裔巴西人中。在此期间，绿衫军经常和巴西共产党发生斗殴事件。
在瓦加斯于1937确立其新国家体制后，他感到整合运动和萨尔加多对他的统治有着极大的威胁，特别是萨尔加多公开宣示他对总统职位的渴望之后。他对整合运动展开了打压。与此相对，1938年，整合主义者在夜间发动进攻瓜纳巴拉宫的行动，这是他们夺取权力的最后一次尝试，但警察和军队在最后一刻到达，随后的交战以大约20人伤亡告终。
在这次行动之后，巴西整合运动最终瓦解。萨尔加多前往了葡萄牙，后与1945年回到巴西，创立了巴西人民代表党。许多整合主义者后来在军政府时期受到了重用。如今巴西有两个党派——巴西整合阵线和巴西整合与威权行动执行整合主义思想。